# Hypomicrogaster ecus
Hypomicrogaster ecus är en stekelart som beskrevs av Nixon 1965. Hypomicrogaster ecus ingår i släktet Hypomicrogaster och familjen bracksteklar. Inga underarter finns listade i Catalogue of Life.